# Diseño de iluminación
El diseño de iluminación  es el proceso intelectual e intuitivo, en el que se genera un concepto para manipular la luz en un espacio, ya sea interior o exterior. La iluminación es una parte importante de la caja de herramientas del diseñador porque cambia por completo la forma en que un ocupante experimenta un espacio. Si la iluminación no ilumina de manera apropiada y adecuada, las tareas y superficies visuales del diseño no cumplirán por completo sus objetivos.

## Objetivo
La iluminación se diseña para las personas. El objetivo de cada diseño es crear, un ambiente que sea apropiado para el usuario tomando en cuenta sus necesidades, así como la arquitectura, las superficies y los materiales y texturas del espacio a iluminar.
La iluminación conduce instintivamente a una persona a través de un espacio, y controla lo que uno ve o no ve. Puede cambiar de manera rápida y simple la atmósfera de un espacio y cómo se siente una persona mientras está en él. Además, el nivel adecuado de iluminación permite al usuario completar fácilmente las tareas requeridas.
Cada nuevo proyecto comienza con explorar y entender los requisitos y expectativas para cada proyecto, y entonces adoptar un enfoque apropiado o estrategia para desarrollar y ejecutar el diseño.

## Estrategias del Diseño de Iluminación[2]
A continuación, se puede encontrar una descripción general de los factores técnicos y operativos involucrados en el diseño de iluminación:

### 1. Descripción[2]

#### 1.1. Concepto de Diseño
La iluminación debe verse integrada al diseño del espacio y no parecer una idea de último momento. Debido a esto, el primer paso en el desarrollo de los criterios para el diseño de iluminación es revisar el concepto de diseño general para el espacio y / o proyecto. Dentro de esta revisión, también es importante reconocer la sensación y el ambiente que se desean. 

#### 1.2. Calidad de la luz
Pensar en lo que la iluminación debe lograr en un espacio.
-       Calidad y apariencia del color: Cuáles deberían de ser la temperatura de color y el índice de reproducción cromático (IRC)  
-       Intensidad de la luz: El espacio debe ser en general oscuro o brillante. 
-       Uniformidad: La iluminación debe ser de alto o bajo contraste. 
-       Control y flexibilidad
-       Eficiencia: Objetivos energéticos específicos que deben considerarse.

#### 1.3. Condiciones arquitectónicas y restricciones
Es importante comprender las condiciones de la arquitectura y las posibles limitaciones que influirán y potencialmente limitarán muchas de las decisiones.

### 2. Diseño por capas[2]
El diseño por capas proporciona un marco para comprender y lograr la composición y la estética en el diseño de iluminación. Un diseñador debe primero determinar qué objetos y superficies requieren iluminación y desarrollar una composición visual utilizando múltiples capas de iluminación. Para comprender la importancia de la capa, es importante reconocer cómo los humanos interactúan con la luz.
Las siguientes capas de luz se identifican en el orden de importancia e impacto visual. Cada capa tiene responsabilidades únicas para iluminar ciertas tareas visuales; sin embargo, las capas a menudo trabajan juntas para iluminar partes del espacio.
-        Luz focal: se usa generalmente para resaltar superficies verticales y objetos tridimensionales, incluidas las características y los detalles arquitectónicos.
-        Luz de trabajo: se utiliza para iluminar actividades específicas que se llevan a cabo en un espacio determinado.
-        Luz de día: la luz diurna disponible en un espacio debe tomarse en cuenta, de modo que las oportunidades  para reducir la iluminación artificial puedan ser realizadas en el proceso temprano del diseño.
-        Luz decorativa: su propósito principal es decorar el espacio y llamar la atención.
-        Luz de ambiente: proporciona la iluminación de fondo que ayuda a crear el ambiente del espacio.

### 3. Selección
Los dos primeros pasos han proporcionado suficiente información para que un diseñador pueda comenzar a seleccionar las fuentes de luz y luminarias apropiadas para el espacio que cumplirá con los criterios establecidos.

#### 3.1. Selección de las fuentes de luz
Las fuentes de luz se seleccionan en términos de las cualidades de la luz que producen y cómo se genera esta.

#### 3.2. Selección de luminarias
Lograr la visión estética del diseñador puede involucrar técnicas que van desde lo simple a lo complejo, y la selección de luminarias debe ser compatible con el enfoque previsto.

### 4. Coordinación
El diseñador reúne todos los criterios de diseño establecidos en los pasos anteriores y coordina esos elementos con el equipo de trabajo, para garantizar que la iluminación se diseñe e instale para cumplir con todos los códigos aplicables y,  con las necesidades y expectativas de los clientes.

#### 4.1. Cantidad de iluminación
Un punto de partida para el diseño de iluminación es saber cuánta luz se requiere. Todos los países tienen diferentes normas de los niveles de iluminación que se requieren para realizar diferentes actividades, desde la iluminación de un pasillo, una oficina, una escuela, hasta la que se necesita para hacer trabajos muy específicos.
La cantidad de luz sobre una superficie o iluminancia, se mide con un luxómetro, su unidad de medida es el lux (lúmenes por metro cuadrado).
Por lo general como medida regular se necesitan 100-150 luxes para pasillos, 300-500 luxes para mesas de oficinas y escuelas, 500 luxes para un partido de futbol, etc. Un diseñador de iluminación siempre debe de considerar estos requisitos mínimos, sin embargo esto no es una fórmula para un diseño de iluminación puesto que la percepción de las personas y su confort visual es lo más importante para un buen diseño.

#### 4.2. Necesidades de control
Desde que se inventó la iluminación, el switch ha sido esencial. Incluso las velas y las lámparas de gas se encendían y apagaban y, a veces, incluso se atenuaban. Los controles de iluminación permiten a los ocupantes de un espacio ajustar el nivel y la calidad de la luz en función de sus preferencias y necesidades personales. Además de mejorar el ambiente de un espacio, controlar la luz ayuda a ahorrar energía.

#### 4.3. Requisitos del código
Para garantizar que la iluminación cumpla con todos los requisitos de seguridad, accesibilidad y energía, existen cinco tipos de códigos y regulaciones similares que afectan la iluminación de edificios.
-       Códigos eléctricos: están diseñados para garantizar que los edificios sean seguros.
-       Códigos de construcción: están diseñados para garantizar que los edificios sean estructuralmente seguros.
-       Códigos de energía: están diseñados para garantizar que los edificios utilicen el mínimo de energía para operar.
-       Códigos de accesibilidad: están diseñados para garantizar que los edificios puedan ser utilizados por todas las personas, incluidas las personas con discapacidades y  problemas de movilidad  
asociados con el envejecimiento.
-       Códigos de salud: los hospitales y asilos requieren códigos de salud para proporcionar niveles mínimos de luz en ciertos lugares.
En toda experiencia de diseño, no hay soluciones correctas o perfectas para resolver los problemas de diseño de iluminación. En la mayoría de los casos, pueden tener éxito varias soluciones. El diseñador debe esforzarse por encontrar soluciones viables que satisfagan las necesidades funcionales, estéticas y psicológicas del cliente y los usuarios.

## El "padre" del Diseño de Iluminación[6]
Richard Kelly (1910-1977) fue un diseñador de iluminación norteamericano, considerado como uno de los pioneros de la iluminación arquitectónica y es comúnmente conocido como el “padre” del diseño de iluminación arquitectónica. Kelly se distanció de la estipulación de una iluminancia unitaria como criterio central en un proyecto de iluminación. Sustituyó la cuestión de la cantidad de luz por la cuestión de las diferentes calidades de la luz, conforme a una serie de funciones de la iluminación orientadas al observador perceptor. En este contexto, en los años 50 Kelly estableció una distinción entre tres funciones básicas: "ambient luminescence" (luz para ver), "focal glow" (luz para mirar) y "play of brilliants" (luz para contemplar). Más recientemente, esta misma aproximación ha cristalizado en el concepto de las llamadas "tres capas" ("three layers") en el diseño de iluminación (iluminación general, iluminación específica o de tarea y luz de acento).

## Las 3 funciones básicas del Diseño de Iluminación[8]

### Luz para ver[9][8]
Luz de ambiente: La iluminación general es la que se encuentra en todo el entorno, es la que nos deja percibir el espacio y poder desplazarnos en él.
Como primera  forma de luz, Kelly identificó la "luz de ambiente"; un término que puede traducirse como "luz para ver". Este elemento proporcionaba una iluminación general del entorno, y aseguraba que el espacio circundante, sus objetos y las personas en él presentes fueran visibles. La luz para ver no perseguía una iluminación global con una iluminancia pretendidamente óptima, sino una iluminación diferenciada fundamentada sobre el nivel básico de la luz ambiental.

### Luz para mirar[9][8]
Luz proporcionada para áreas específicas, como escritorios, para desarrollar actividades.
Con el objeto de lograr una diferenciación, Kelly planteó una segunda forma de luz, a la cual denominó "luz focal", o "luz para mirar".  Las áreas claramente iluminadas atraen involuntariamente la atención de la persona. La distribución adecuada de la luminosidad permitía ordenar la información contenida en un entorno. Las áreas con información esencial podían realzarse mediante una iluminación acentuada, mientras que las informaciones secundarias  podían atenuarse mediante un nivel de iluminación menor. Esto facilitaba una información más rápida y segura. El entorno visual se apreciaba en sus estructuras y en la importancia de sus objetos.

### Luz para contemplar[9][8]
Luz de acento: Luz dirigida, utilizada para enfatizar un objeto o punto de atención.
La tercera forma de la luz, "luz de acento" o "luz para contemplar", surgió de la certeza de que la luz no sólo puede mostrar información, sino que constituye una información en sí misma. Esta idea se aplicó sobre todo a los efectos de brillantez creados por fuentes de luz puntuales sobre materiales reflectantes o refractantes. No obstante, también podía percibirse como brillante la propia fuente de luz. 